# Lycodes fulvus
Lycodes fulvus es una especie de pez de la familia de los Zoarcidae en el orden de los perciformes

## Hábitat
Es un pez de mar y de aguas profundas que vive entre 68- 178 m de profundidad.

## Distribución geográfica
Se encuentra en el Mar de Ojotsk en el Pacífico Noroccidental.

## Observaciones
Es inofensivo para los humanos. 